# Rong ăn thịt
Cây rong ăn thịt có tên khoa học là Aldrovanda vesiculosa L. là một loài Hạt kín thuộc họ Bắt ruồi. Loài này được chú ý vì là loài duy nhất còn tồn tại trong chi Aldrovanda của họ Droseraceae, là một trong số rất ít cây hạt kín có khả năng di chuyển nhanh trong nước, sinh sống bằng cả hai phương thức là tự dưỡng (quang hợp) và dị dưỡng (ăn thịt). Ngoài ra, hoạt động bắt mồi của nó rất nhanh, nên được chú ý nghiên cứu trong mô phỏng sinh học (biomimetic compliant mechanisms). Số lượng cá thể của loài rong ăn thịt này đã giảm nhiều trong thế kỷ trước, hiện chỉ còn 50 quần thể lớn còn tồn tại được xác nhận trên toàn thế giới, chủ yếu phân bố ở Châu Âu, Châu Phi và Úc, nhờ bảo tồn và phát triển bởi những người ưa thích nó.

## Hình thái
Mỗi "cây" rong ăn thịt này có khi là một sợi như rong thông thường, có khi lại chỉ có dạng tròn như cái bánh xe, nên ở tên tiếng Anh nó còn được gọi là "Waterwheel plant" (cây bánh xe nước). Tuy nhiên loài được đánh giá là có độ đa dạng di truyền rất thấp.
Trong chi Aldrovanda có tới 19 loài đã tuyệt chủng trong hồ sơ hóa thạch, hiện cả chi chỉ còn loài này là duy nhất.
Aldrovanda vesiculosa là một loài thực vật thủy sinh không có rễ, thân cây thường nổi trên mặt nước, dài 6–40 cm (tức 2–16 in). Lá bẫy có kích thước khoảng 2–3 mm (0,08-0,12 in) mọc thành 5-9 chùm dọc theo thân cây. Cuống mỗi chùm bẫy chứa các bao nhỏ đầy khí, làm nó nổi trong nước. Một đầu (ngọn) của thân cây liên tục sinh trưởng, còn đầu kia (cuống) liên tục chết, tốc độ tăng trưởng khá nhanh: chẳng hạn ở quần thể rong ăn thịt tại Nhật Bản thì mỗi ngày thân dài thêm 4–9 mm (0,16-0,35 in), còn trong điều kiện tối ưu thì nhiều hơn nữa.

## Sinh sản

### Sinh sản hữu tính
Cây có hoa đơn, rất nhỏ, màu trắng. Hoaa chỉ nở trong vài giờ, sau đó chuyển sang giai đoạn tạo hạt. Hạt có lá mầm ẩn trong lớp vỏ hạt và đóng vai trò như một kho dự trữ năng lượng cho cây con.

### Sinh sản vô tính

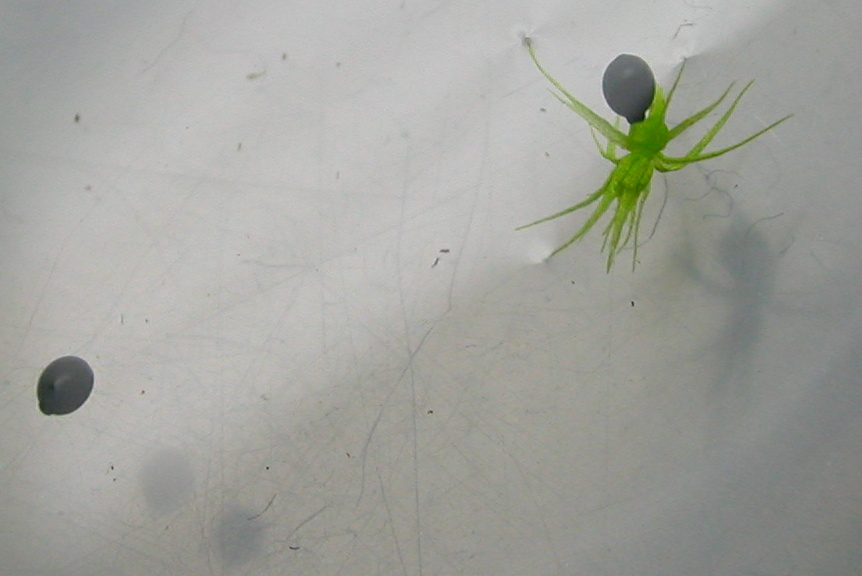
Hạt rong đang nảy mầm.

A. vesiculosa thường sinh sản sinh dưỡng hơn là sinh sản hữu tính. Thường thì khi gặp điều kiện thuận lợi, cây trwuwrng thành dài khoảng 4 cm, thì nó lại mọc chồi. Các chồi phát triển thành cây con ngay trên cơ thể mẹ, nhưng sau một thời gian cây mẹ héo, rụng chứ không tạo thành tập đoàn.

## Bắt mồi

### Bẫy
Mỗi cái bẫy được bao quanh phía ngoài bởi từ bốn đến sáu sợi lông dài 6–8 mm, có chức năng "cảm giác" kích hoạt bẫy khi gặp mồi.
Mỗi bẫy của rong gồm hai thùy gấp lại với nhau tương tự như ở bẫy của cây bắt ruồi Venus, tuy nhỏ hơn và nằm dưới nước. Miệng bẫy hướng ra ngoài, phía trong có một lớp lông mịn mọc xuôi (theo chiều sâu bọ chui vào) bao phủ.

### Hoạt động
Gọi là rong ăn thịt, nhưng "thịt" của nó thường là mảnh vụn hữu cơ và sâu bọ nhỏ. Bẫy hoạt động trong điều kiện nước ấm ít nhất là 20 °C (tức 68 °F). Những vật mồi trôi nổi theo dòng nước, chạm vào lông sẽ rơi vào bẫy. Bẫy sẽ cụp lại trong khoảng 10–20 ms (mili giây) sau va chạm, nếu con mồi vùng vẫy thì chỉ 100 ms.